# 2022년 선댄스 영화제
제38회 선댄스 영화제는 2022년 1월 20일에 열린 시상식이다.

## 수상 및 후보

### 심사위원대상(미국 드라마)
- 내니 - 니키아투 주수 수상

### 심사위원대상(미국 다큐멘터리)
- 천안문의 망명자들 - 벤 클라인 외 1명 수상

### 심사위원대상(월드시네마 드라마틱)
- 우타마, 우리집 - 알레한드로 로아자 그리시 수상

### 심사위원대상(월드시네마 다큐멘터리)
- 숨쉬는 모든 것 - 샤우낙 센 수상

### 관객상(미국 드라마)
- 차 차 리얼 스무스 - 쿠퍼 라이프 수상

### 관객상(미국 다큐멘터리)
- 나발니 - 다니엘 로허 수상

### 관객상(월드시네마 드라마틱)
- 걸스 걸스 걸스 - 앨리 하파살로 수상

### 관객상(월드시네마 다큐멘터리)
- 아마존의 수호자 - 알렉스 프리츠 수상

### 관객상(베스트 오브 넥스트)
- 프레이밍 아그네스 - 체이스 조인트 수상

### 감독상(미국 드라마)
- 야자수와 전선 - 제이미 댁 수상

### 감독상(미국 다큐멘터리)
- 아이 디든트 시 유 데어 - 리드 데이븐포트 수상

### 감독상(월드시네마 드라마)
- 클론다이크 - 마리나 고바치 수상

### 감독상(월드시네마 다큐멘터리)
- 어 하우스 메이드 오브 스플린터스 - 시몬 레렝 빌몽 수상

### 각본상(미국 드라마)
- 이머전시 - 크리스틴 다빌라 수상

### 편집상(미국 다큐멘터리)
- 파이어 오브 러브 - 에린 캐스퍼 외 1명 수상

### 심사위원특별상(미국 드라마)
- 블러드 - 브래들리 러스트 그레이 수상

### 심사위원특별상(미국 드라마) - 앙상블 캐스트
- 892 - 아비 다마리스 코르빈 수상

### 심사위원특별상(미국 다큐멘터리) - 크리에이티브 비전
- 디센던트 - 마가렛 브라운 수상

### 심사위원특별상(월드시네마 드라마틱) - 이노베이티브 스피릿
- 레오노르는 죽지 않는다 - 마르티카 라미레스 에스코바르 수상

### 심사위원특별상(월드시네마 드라마틱) - 연기
- 도스 에스테시오네스 - 테레사 산체즈 수상

### 심사위원특별상(월드시네마 다큐멘터리) - 임팩트 포 체인지
- 애프터쇼크(영어판) - 파울라 아이셀트 외 1명 수상

### 심사위원특별상(월드시네마 다큐멘터리) - 다큐멘터리 크래프트
- 아마존의 수호자 - 알렉스 프리츠 수상

### 심사위원특별상(월드시네마 다큐멘터리) - 베리테 필름메이킹
- 미얀마의 산파들 - 스노우 흐닌 아이 흘라잉 수상

### 심사위원대상-단편
- 머리사냥족의 딸 - 돈 조세푸스 라파엘 에블라한 수상

### 심사위원상-미국단편
- 이프 아이 고 윌 데이 미스 미 - 월터 톰슨-헤르난데스 수상

### 심사위원상-단편다큐멘터리
- 디스플레이스드 - 사미르 카라호다 수상

### 심사위원상-국제단편
- 와르샤 - 데니아 브데어 수상

### 심사위원상-단편애니메이션
- 심야버스 - 조시에 수상

### 심사위원상-단편 각본상
- 스트레인저 댄 로테르담 위드 사라 드라이버 - 사라 드라이버 수상

### 심사위원특별상-앙상블연기
- 어 와일드 페이션스 해즈 테이큰 미 히어 - Zelia Duncan 수상

### 페스티벌 페이버릿상
- 나발니 - 다니엘 로허 수상

### 알프레드 P. 슬로안 상
- 애프터 양 - 코고나다 수상

### 넥스트 이노베이터상
- 프레이밍 아그네스 - 체이스 조인트 수상

### NHK상
- The President’s Cake - 하산 하디 수상

### 아마존 상 - 장편
- 갓스 컨트리 - 아만다 마셜 수상

### 아마존 상 - 논픽션
- 철수에게 자유를 - Su Kim 수상

### 미국 드라마틱 경쟁
- 892 - 아비 다마리스 코르빈
- 앨리스 - 크리스틴 베르 린덴
- 블러드 - 브래들리 러스트 그레이
- 듀얼 - 릴리 스턴즈
- 차 차 리얼 스무스 - 쿠퍼 라이프
- 이머전시 - 캐리 윌리엄스
- 마스터 - 마리아마 디알로
- 팜 트리스 앤드 파워 라인스 - 제이미 댁
- 내니 - 니키아투 주수
- 왓쳐(영어판) - 클로에 오쿠노

### 미국 다큐멘터리 경쟁
- 애프터쇼크(영어판) - 파울라 아이셀트 외 1명
- 디 엑자일 - 벤 클라인 외 1명
- 디센던트 - 마가렛 브라운
- 파이어 오브 러브 - 사라 도사
- 프리 콜 수 리 - 줄리 하 외 1명
- 아이 디든트 시 유 데어 - 리드 데이븐포트
- 더 진스 - 티아 레신 외 1명
- 틱톡,붐. - 샬리니 칸타야
- 지하드 리햅 - 멕 스메커

### 월드시네마 드라마틱 경쟁
- 브라이언 앤 찰스 - 짐 아처
- 더 카우 후 상 어 송 인투 더 퓨처 - 프란시스카 알레그리아
- 도스 에스테시오네스 - 후앙 파블로 곤잘레스
- 걸 픽쳐 - 앨리 하파살로
- 젠틀 - 안나 에스테르 네메스 외 1명
- 클론다이크 - 마리나 고바치
- 레오노르 윌 네버 다이 - 마르티카 라미레스 에스코바르
- 우타마 - 알레한드로 로아자 그리시
- 마스 원 - 가브리엘 마틴스
- 유 원트 비 얼론 - 고란 스톨레브스키

### 월드시네마 다큐멘터리 경쟁
- 올 댓 브리스 - 샤우낙 센
- 캘린더 걸스 - 마리아 루후부드
- 어 하우스 메이드 오브 스플린터스 - 시몬 레렝 빌몽
- 더 미션 - 타니아 앤더슨
- 미드 와이브스 - 스노우 흐닌 아이 흘라잉
- 낫띵 컴페어스 - 캐스린 퍼거슨
- 사이렌스 - 리타 바그다디
- 더 테리토리 - 알렉스 프리츠
- 탄투라 - 아론 쉬와즈
- 위 멧 인 버츄얼 리얼리티 - 조 헌팅

### 인디 에피소딕
- 브링 온 더 댄싱 홀스 - 마이클 폴리쉬
- 치키 - 카를로스 카르도나
- 컬쳐 비트 - 앤드레 하이랜드
- 인스턴트 라이프 - 마크 벡커
- 마이 트립 투 스페인 - 테다 해멜
- 더 다크 하트 - 구스타브 몰러

### 단편영화 부문
- $75,000 - 모이스 토고
- 575 카스트로 St. - 제니 올슨
- 어 와일드 페이션스 해즈 테이큰 미 히어 - 에리카 사르멧
- 올 워터 해즈 어 퍼펙트 메모리 - 나탈리아 알마다
- 얼론 - 가렛 브래들리
- 어펜디지 - 안나 즐로코빅
- 굿바이 제롬! - 가브리엘 셀넷
- 베스티아 - 위고 코바루비아스
- 본쉐이커 - 프란세스 보도모
- 브리드 - 레슬리 핀더
- 브라더후드 - 메리암 주보르
- 벅그러쉬 - 카터 스미스
- 범프 - 마지야르 카탐
- 버터 램프 - 하오웨이 후
- 챔프 - 카산드라 오펜버그
- 샤페론 - 샘 맥스
- 찰리 앤 더 래빗 - 로버트 맥호이안 외 1명
- 칠리 앤 밀리 - 윌리엄 데이비드 카발레로
- 클로즈 타이즈 투 홈 컨츄리 - 아칸샤 크루친스키
- 위장 기혼 - 리마 센굽타
- 대디스 걸 - 레나 허드슨
- 사슴꽃 - 김강민
- 디어우즈 데스트랩 - 제임스 P 개넌
- 디스플레이스드 - 사미르 카라호다
- 내 환자는 내가 지킨다 - 로젠느 리앙
- 돈트 고 텔링 유어 마마 - 토파즈 존스 외 1명
- 에군군 - 올리브 노주
- 패밀리 리메인스 - 타마라 젠킨스
- Fe26 - 케빈 제롬 에버슨
- 포 논나 안나 - 루이스 드 필리피스
- 제스쳐 다운(돈트 싱) - 시더 셔버트
- 그리팅 프롬 아프리카 - 쉐릴 더니
- 할렐루야 - 빅터 가브리엘
- 홀드 업 - 마들렌 올넥
- 휴엘라 - 가브리엘라 오르테가
- 이프 아이 고 윌 데이 미스 미 - 월터 톰슨-헤르난데스
- 킥킹 더 클라우드 - 스카이 호핀카
- 키친 싱크 - 앨리슨 맥클린
- 코로나 - 아만다 미쉘리
- 라스 팔마스의 주정뱅이 - 요하네스 니홀름
- 리슨 투 더 비츠 오브 아워 이미지스 - 오드리 장-밥티스트
- 롱 라인 오브 레이디스 - 레이카 제타브치 외 1명
- 러브 스토리즈 온 더 무브 - 카리나-가브리엘라 다소베뉴
- 메이든후드 - 소치틀 엔리케스 멘도사
- 마카사르 이즈 어 시티 포 풋볼 팬스 - 코지 리잘
- 밀 온 더 플레이트 - 시에 청린
- 모바일라이즈 - 카롤린 모네
- 두 시간, 더 이상 - 알리 아스가리
- 정복자의 옷 - 가브리엘 허레라 토레스
- 심야버스 - 조시에
- 오어써단티스틱 - 모하마드레자 메이하니
- 프레이어스 포 스윗 워터스 - 엘리야 은둠베
- 프레셔스 헤어 & 뷰티 - 존 오건무이와이와
- 프리마베라 - 타니아 클라우디아 카스틸로
- 래클리스 - 펠라 카게르만
- 방송불가 - 돈 헤르츠펠트
- RENDANG OF DEATH - Percolate Galactic
- 샌드스톰/뮬라캣 - 시맙 굴
- 샤크 - 내시 에저튼
- 시마사니 - 블랙호스 로
- 숏 텀 12 - 데스틴 크리튼
- 시쿠미 - 온 더 아이스 - 앤드류 옥페아 맥클린
- 여동생 - 스치 송
- 소프트 애니멀즈 - 레니 잔
- 솔로 언 카가도르 - 주앙 알레한드로 라미레즈
- 스파이더 - 내쉬 에저튼
- 스타퍼커즈 - 안토니오 마르치알레
- 스트레인저 댄 로테르담 위드 사라 드라이버 - 루위 클로스터
- 섭 일레븐 세컨즈 - 바픽
- 우주 삼키기 - 루이스 니에토
- 그저 달콤한 - 조아나 피셔 외 1명
- 티 - 케이샤 레이 위더스푼
- 더 홀크 - 니콜 엘리자베스 스태퍼드
- 짐 - 니키 린드로트 본 바르
- 더 포스 월 - 마흐부베 칼라이
- 더 헤드헌터스 도터 - 돈 조세푸스 라파엘 에블라한
- 더 마사 미셀 이펙트 - 앤 앨버그
- 더 파놀라 프로젝트 - 레이첼 드크루즈
- 더 라이트 워즈 - 아드리언 모이스 덜린
- 더 서브칸셔스 아트 오브 그래피티 리무벌 - 맷 맥코믹
- 탐 고즈 투 더 바 - 딘 패리소트
- 트레이닝 휠스 - 앨리슨 리치
- 트레버 - 페기 라스키
- 툰드라 - 호세 루이스 아파리시오
- 주차장 어페어 - 타이카 와이티티
- 워샤 - 데니아 브데어
- 베이루트 98년 - 엘리 대거
- 위 아 히어 - 도메니카 카스트로
- 왓 트레블러스 아 새잉 어바웃 호르나다 델 무에르토 - 호프 터커
- 와일 모탈스 슬립 - 알렉스 포포노프
- 워크 - 에이프릴 맥시
- 워스트 에너미 - 레이크 벨
- 유 고 걸! - 샤리파 알리
- 유브 네버 빈 컴플리틀리 어니스트 - 조이 이조
- 유어 다크 헤어 이산 - 탈라 하디드
- 준 - 요나탄 슈벵크
- 왓 데이브 빈 톳 - 브릿 헨젤

### 넥스트
- 어 러브 송 - 맥스 워커-실버맨
- 에브리 데이 인 가이무키 - 알리카 텐간
- 프레이밍 아그네스 - 체이스 조인트
- 미자 - 이사벨 카스트로
- 라이엇스빌,유에스에이 - 시에라 페텐길
- 섬띵 인 더 더트 - 저스틴 벤슨
- 더 캐시드럴 - 리키 드암브로스

### 미드나잇
- 베이비시터 - 모니아 초크리
- 프레쉬 - 미미 케이브
- 부화 - 한나 베리홀름
- 밋 미 인 더 베쓰룸 - 딜리안 서던 외 1명
- 피기 - 카를로타 마티네즈-페레다
- 스픽 노 이블 - 크리스티안 타프드럽

### 스팟라이트
- 애프터 양 - 코고나다
- 레벤느망 - 오드리 디완
- 해왕성 로맨스 - 사울 윌리엄스 외 1명
- 사랑할 땐 누구나 최악이 된다 - 요아킴 트리에
- 쓰리 미닛 - 어 렝서닝 - 비앙카 스티그터

### 프리미어
- 세컨 찬스 - 라민 바라니
- 엠 아이 오케이? - 스테파니 앨린 외 1명
- 브레인워시드: 섹스-카메라-파워 - 니나 멩키스
- 다운폴: 더 케이스 어게인스트 보잉 - 로리 케네디
- 콜 제인 - 필리스 나지
- 에밀리:범죄의 유혹 - 존 패튼 포드

### 선댄스 키즈
- 마이카 - 함 트란
- 썸머링 - 제임스 폰솔트

### 선댄스 컬렉션
- 저스트 어나더 걸 온 더 I.R.T. - 레슬리 해리스

### 스페셜 스크리닝
- 라스트 플라이트 홈 - 온디 티모너
- 파닉스 라이징 - 에이미 버그
- 더 아메리칸 드림 앤 아더 페어리 테일스 - 애비게일 E. 디즈니
- 두 소녀의 놀라운 모험 - 마리아 매겐티